# ジョアナ・ナンウー
ジョアナ・ナンウー（Joanah Ngan-Woo、1995年12月15日 - ）は、ニュージーランドの女子ラグビー選手。

## プロフィール
- ニュージーランド・ウェリントン出身[1]。
- ポジションはロック(LO)。
- 身長 182cm、体重 88kg
- 女子ニュージーランド代表キャップは10（2022年11月現在）。

## 略歴
2022年、ラグビーワールドカップ2021の女子ニュージーランド代表に選ばれて、ブラックファーンズ2大会連続優勝に貢献。